# Ioimbano
Ioimbano é um composto químico. É a estrutura química de vários alcaloides, encontrados em plantas dos gêneros Raulwolfia e Pausinystalia, tais como; ioimbina, rauwolscina, corinanthina, ajmalicina, reserpina, deserpina e rescinamina, entre outros. 